# Bacchides
Die Bacchides des vorklassischen römischen Dichters Titus Maccius Plautus sind eine Komödie (Fabula palliata) und beruhen auf einem Vorbild des griechischen Dichters Menander mit dem Titel Δὶς ἐξαπατῶν (Dis exapaton), zu deutsch Der Zweimalbetrüger.

## Die Handlung
Die Ausgangslage ist, dass Mnesilochus, ein junger Athener, sich auf einer Geschäftsreise nach Ephesos in die Hetäre Bacchis aus Samos, im Folgenden Bacchis S genannt, verliebt hat. Bacchis S ist jedoch durch einen Vertrag auf Jahresfrist an den Soldaten Cleomachus gebunden. Die einzige Möglichkeit, die Bacchis S für sich zu gewinnen, besteht für Mnesilochus darin, dem Soldaten die Jahresmiete in Höhe von 200 Goldstücken zurückzuerstatten. Eben erst aus Ephesos zurückgekehrt soll nun Chrysalus, der Sklave des Mnesilochus, den gewünschten Geldbetrag von dessen Vater Nicobulus ergaunern. Chrysalus tischt dem Vater daraufhin eine abenteuerliche Lügengeschichte auf: Der Sohn habe das Geld in Ephesos beim Priester der Artemis hinterlegen müssen, um es vor Nachstellungen in Sicherheit zu bringen. Nicobulus glaubt Chrysalus schließlich die Geschichte, wodurch ein Geldbetrag in unbestimmter Höhe zur Verfügung steht. Mnesilochus belauscht jedoch ein Gespräch zwischen Lydus, dem Erzieher seines besten Freundes Pistoclerus, und Philoxenus, dessen Vater; Lydus verurteilt das schändliche Treiben zwischen der Bacchis und Pistoclerus. Es handelt sich jedoch nicht um die Bacchis S, sondern um ihre Zwillingsschwester, eine Hetäre aus Athen, im Folgenden Bacchis A genannt. Mnesilochus ist tief enttäuscht über das Verhalten des Freundes und gesteht dem Vater den Betrug. (Das Vorhandensein dieses ersten Betruges bei Menander ist durch die Papyrusfragmente eindeutig gesichert.)
Es folgt nun der zweite Betrug im Zuge der ersten Briefszene. Der Sklave erfährt von dem gescheiterten Unternehmen und will den Alten nun erst recht hinters Licht führen; er diktiert dazu Mnesilochus einen Brief, in dem er selbst beschuldigt wird, einen neuen Betrug auszuhecken. Der Sklave übergibt seinen „Bellerophonbrief“ und erweist sich als glaubwürdig, indem er seinen jungen Herrn anzeigt. Nicobulus will dem Soldaten nun 200 Goldstücke für dessen angebliche Frau zahlen, um den Sohn von der Schande und der Strafe, die ihn erwarten würde, freizukaufen. Der Betrug ist geglückt.
Nach der zweiten erfolgreichen Lügengeschichte rühmt sich Chrysalus, er sei einem Odysseus gleich, und verspricht mit Hilfe eines zweiten Briefes, d. h. mit einem dritten Betrug, noch mehr Geld von dem alten Nicobulus für den Unterhalt der beiden Mädchen zu ergaunern. Der Sklave übergibt Nicobulus erneut einen Brief des Sohnes mit der Bitte um weitere 200 Goldstücke, welche er der Bacchis S schulde. Der Alte zahlt bereitwillig, um den Sohn von der Frau zu trennen. Er holt zwei Geldsäcke: Den einen übergibt er Chrysalus, den anderen bringt er selbst zu Cleomachus dem Soldaten. Der Betrug ist abermals erfolgreich.

## Rezeption
Seit längerer Zeit wird von der Wissenschaft heftig und gleichermaßen kontrovers diskutiert, inwieweit Plautus sich auf seine Vorlage – nämlich Menanders Dis exapaton – stützte, und ob er das Stück für das römische Publikum adaptierte und in freier Gestaltung umarbeitete oder nur als Übersetzer aus dem Griechischen fungierte. Durch größere Papyrusfunde in den 1960er Jahren konnte diese Frage zumindest teilweise geklärt werden. Durch die Funde ist klar geworden, dass Plautus mindestens eine ganze Szene entfallen ließ und eine andere dafür stark verlängerte und ausschmückte. Ob diese Verfahrensweise im weiteren Verlauf des Stückes von Plautus fortgeführt wurde, kann jedoch nicht zweifelsfrei geklärt werden. Sicher ist allerdings, dass er sich, wenn auch zum Teil frei, an seine Vorlage hielt. Auffallend ist in diesem Zusammenhang die Diskrepanz zwischen der Anzahl der Betrügereien im Stück des Plautus und der in Menanders Dis exapaton (Der Zweimalbetrüger). In den Bacchides finden sich drei Betrugsszenen, wohingegen es im Dis exapaton dem Titel zufolge nur zwei sein dürften. Dieser Umstand führte im Verlauf der letzten Jahrzehnte zu zahlreichen Veröffentlichungen zu dieser Problematik.

## Die Problematik der Anzahl der Betrügereien
Wie geschildert, benutzte Plautus Menanders Dis exapaton als Vorlage für seine Bacchides, und es stellt sich daher die grundsätzliche Frage: Inwieweit bleibt er seiner griechischen Vorlage treu, bzw. was hat er verändert oder hinzu gedichtet? Diese Frage stellt sich allein schon wegen der offensichtlichen Unstimmigkeit bezüglich der Anzahl der Betrügereien, die sich aus dem Titel des griechischen Originals ergibt.
Es gibt nun allerdings mehrere Möglichkeiten dieses Problem anzugehen; es gibt zum einen Ansätze, auf dem Wege der Textkritik eine Lösung des Problems herbeizuführen und zum anderen existieren Versuche, dies aufgrund inhaltlicher Aspekte zu erreichen. Für den Weg der Textkritik entschied sich Otto Zwierlein; sein Anliegen war und ist die Herauskristallisierung des echten Plautus aus den uns überlieferten „kontaminierten“ Texten. Durch die Tilgung aller scheinbar unechten Passagen ergäbe sich daher der vermeintlich echte Plautus, woraus man Schlüsse bezüglich des Dis exapaton ziehen könnte. Doch bei einer solchen Vorgehensweise scheinen sich mehr Fragen als Antworten zu ergeben. Es gibt keinen Anlass zu der Vermutung, besonders nach den letzten Papyrusfunden, dass Plautus seine Menandervorlage eins zu eins übernommen hat. Und selbst wenn dies so sein sollte, gibt es keinerlei Gewissheit, dass nicht schon Plautus’ Vorlage auf irgendeine Art kontaminiert war. Zudem verfolgte die römische Komödie andere Zielsetzungen als die griechische Neue Komödie. Der Römer legte Wert auf bissigen und zuweilen derben Witz und vor allem auf Situationskomik, was zum Teil in der starken Ausgestaltung von Einzelszenen und dem Weglassen von Unwichtigem, welches nicht unbedingt zum Verständnis des Stückes notwendig war, gipfelte. Dies wird vor allem deutlich an den typisch römischen Cantica. Der Grieche hingegen liebte unterschwellige Ironie und Komik; die psychologische Tiefe der Charaktere und die Entwicklung der Personen waren wichtiger als derbe Possen. Allein hieran lässt sich erkennen, wie wenig ein bereinigter Plautus über den „Dis exapaton“ aussagt. Aufgrund seiner szenischen Veränderungen an seiner Vorlage muss man Plautus wohl eine gewisse Eigenständigkeit zusprechen. Der sinnvollste Weg, um der Lösung des Problems letztlich auf die Spur zu kommen, ist wohl eine Kombination aus Textkritik und einer Betrachtung auf inhaltlicher Ebene.

## Textausgaben und Übersetzungen
- W. Geoffrey Arnott: Menander I. Aspis to Epitrepontes, Cambridge 1979
- John Barsby: Plautus, Bacchides, 2. Auflage, Warminster 1991
- Oscar T. Seyffert: Titi Macci Plauti Comoediae, Leipzig 1902
- Walther Ludwig (Hrsg.): Plautus/Terenz. Antike Komödien in zwei Bänden, Bd. I, Übers. von Wilhelm Binder, Stuttgart 1974
- Kurt Treu/Ursula Treu: Menander. Stücke, Leipzig 1975